# Don Procopio

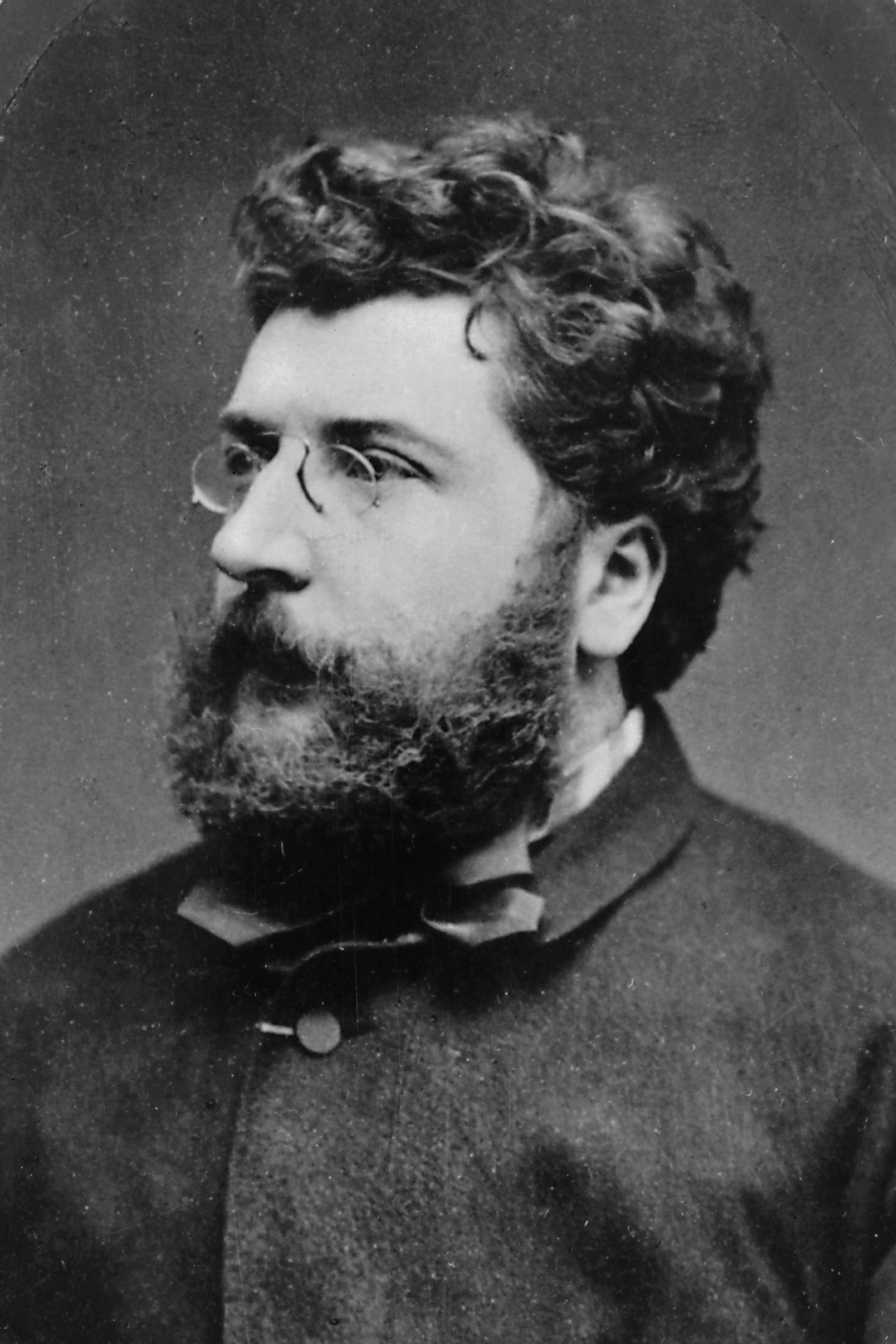
Georges Bizet

Don Procopio är en opera buffa i två akter med musik av Georges Bizet till librettot I pretendenti delusi av Giuseppe Mosca.

## Historia
År 1857 vann Bizet det åtrådda Prix de Rome (Rompriset) och fick tillbringa de närmaste tre åren i Rom för musikstudier. I ett antikvariat hittade han en italiensk fars liknande Gaetano Donizettis opera Don Pasquale från 1843. Operan blev hans dittills största verk och matchade det italienska librettot med musik som han kallade "ren italiensk". Verket uppfördes aldrig under Bizets livstid utan återfanns bland Daniel Aubers efterlämnade papper vid sin död 1871. Först 1894 kunde manuskriptet deponeras i musikkonservatoriets bibliotek efter att ha köpts av Aubers släktingar. Musikvetaren Charles Malherbe lade till recitativ och ett mellanspel samt översatte texten till franska. I denna version uppfördes operan den 10 mars 1906 vid Salle Garnier i Monte Carlo. Bizets originalversion hade premiär den 2 februari 1958.

## Personer

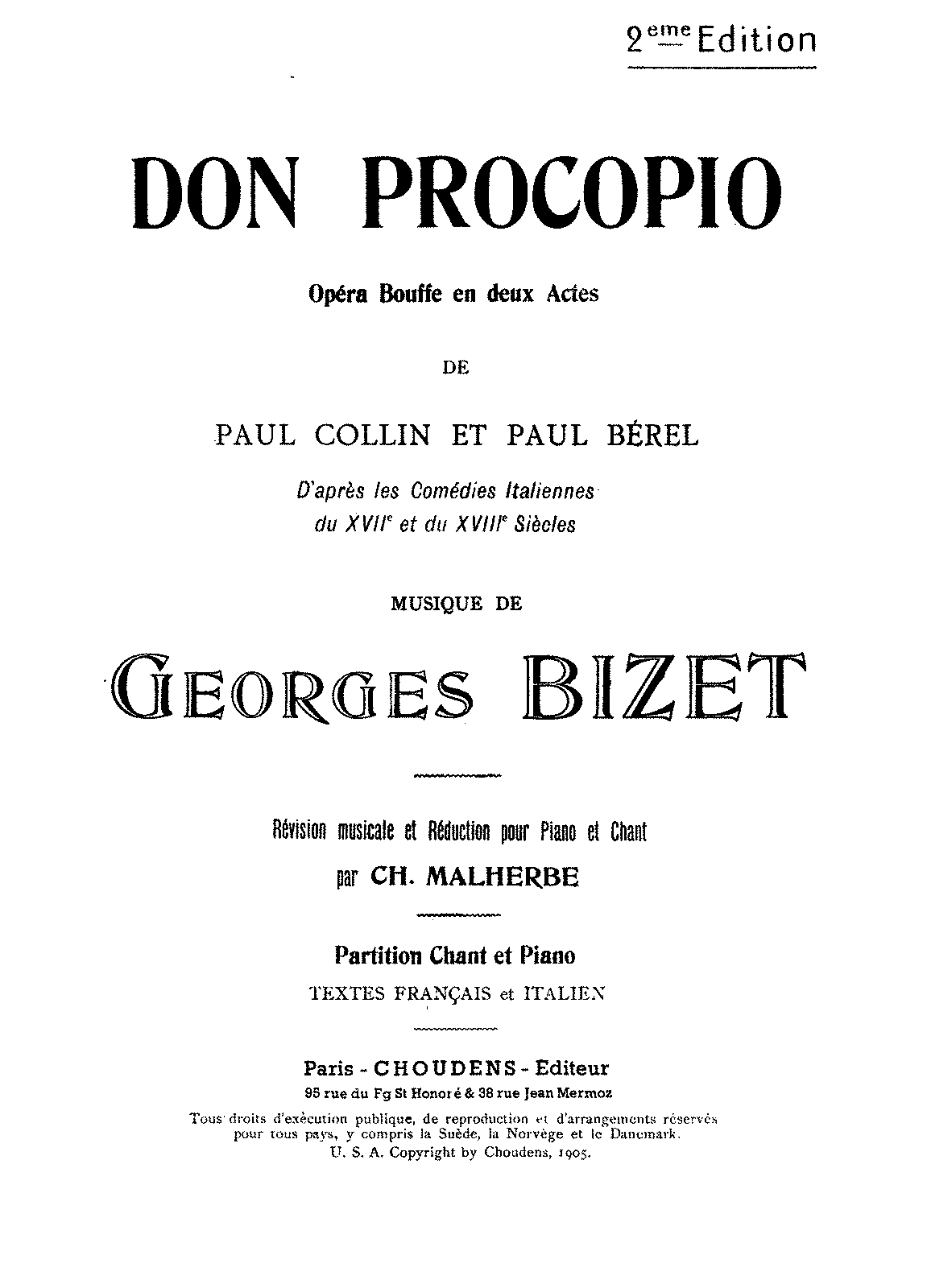
Affisch från premiären 1906.

- Don Procopio (bas)
- Bettina (sopran)
- Don Odoardo (tenor)
- Don Ernesto (baryton)
- Don Andronico (baryton)
- Donna Eufemia (sopran)
- Pasquino (baryton)

## Handling

### Akt I
Don Andronico har bestämt att hans brorsdotter Bettina ska gifta sig med den rike rumlaren Don Procopio. Bettina begråter sin olycka då hon älskar den unge Don Odoardo. Tillsammans med sin broder Don Ernesto gör hon upp en plan med Odoardo: Bettina ska låtsas överväldigad att få gifta sig med Don Procopio men ska samtidigt antyda att hon räknar med att leva i lyx. Don Procopio är inte glad över nyheten.

### Akt II
Bettina deklarerar att hon varken kommer bete sig ljuvt eller lydigt. Don Procopio bestämmer sig för att fly trots att familjen försöker få honom att stå vid sitt ord att gifta sig. Don Andronico måste acceptera faktum och ge sitt samtycke till Bettinas och don Odoardos giftermål.